# Tom Pokel
Thomas Jerome Pokel (Green Bay, 2 settembre 1967) è un allenatore di hockey su ghiaccio ed ex hockeista su ghiaccio statunitense.

## Carriera

### Giocatore
La sua carriera da giocatore di hockey su ghiaccio ebbe prematuramente termine a causa di un grave infortunio, quando ancora militava a livello giovanile.

### Allenatore
Fuori dalla pista ghiacciata fu dapprima nello staff dei Buffalo Sabres, poi cominciò ad allenare. La sua carriera da allenatore si è svolta interamente in Europa. Dal 1995 al 2004 fu in Germania, dove guidò in seconda serie l'EHC Timmendorfer Strand 06 dal 1995 al 1997, poi l'ESC Trier (1997-1998), poi il Bietigheim Steelers (con cui vinse la terza serie nel 1998-1999, e che guidò in seconda serie per le due stagioni successive), approdando infine in Deutsche Eishockey-Liga ai Schwenninger Wild Wings, di cui fu assistente allenatore nel 2001-2002 e capo allenatore nella successiva.
Iniziò la successiva stagione come assistente all'ERC Ingolstadt, per passare poi al campionato austriaco, fino al 2009: in massima serie ha guidato il VEU Feldkirch (2003-2004) e Graz 99ers (2007-2008), in seconda serie l'EHC Lustenau (2004-2005), nuovamente il VEU Feldkirch (2005-2007), e l'EK Zell am See (2008-2009). Ha anche guidato la Nazionale austriaca under-18 ai mondiali 2008. In Austria Pokel stabilì la sua residenza.
Dal 2009 ha cominciato ad allenare nel campionato italiano, guidando per tre stagioni lo Sport Ghiaccio Pontebba, con una breve parentesi nel 2012, quando fu assistente allenatore della Nazionale olandese ai mondiali di quell'anno.
Nel 2012-2013 è passato ad allenare l'Alleghe HC. Dal mese di gennaio è stato nominato allenatore capo della Nazionale maggiore italiana, pur non abbandonando la panchina della squadra veneta. Nell'estate del 2013 si trasferì invece all'Hockey Club Bolzano, iscritto per la prima volta in EBEL. A guida degli altoatesini vinse la EBEL 2013-2014.
Nel maggio del 2014 lasciò il Bolzano e la Nazionale italiana accordandosi per una stagione con i Vienna Capitals. Gli austriaci tuttavia lo sollevarono dall'incarico nel mese di febbraio, prima dell'inizio dei playoff.
Fece ritorno al Bolzano nell'estate successiva e rimase sulla panchina biancorossa per altre due stagioni, raggiungendo in entrambi i casi i play-off; al termine della stagione 2016-2017 il suo contratto non venne rinnovato ed il suo posto fu preso da Pat Curcio.
Rimasto fermo alcuni mesi, il 26 ottobre 2017 venne chiamato sulla panchina degli Straubing Tigers al posto di Bill Stewart, facendo quindi il suo ritorno in Deutsche Eishockey-Liga.

## Palmarès

### Allenatore

#### Club
- Campionato austriaco: 1

Bolzano: 2013-2014